# Centroclisis nefasta
Centroclisis nefasta är en insektsart som först beskrevs av Navás 1912.  Centroclisis nefasta ingår i släktet Centroclisis och familjen myrlejonsländor. Inga underarter finns listade i Catalogue of Life.